# منزل سالم
منزل سالم (به عربی: منزل سالم) یک منطقهٔ مسکونی در تونس است که در استان کاف واقع شده‌است.